# Сапега, Анджей Юзеф
Князь Анджей Юзеф Сапега (2 октября 1894, Красичин — погиб после 30 мая 1945) — польский землевладелец, подпоручик резерва Войска Польского, эмиссар Главного командования Армии Крайовой. Псевдонимы — Лис, Хандловец, Коденский, Токай, Йожеф Надь.

## Биография
Представитель коденской ветви польского княжеского рода Сапег герба «Лис». Шестой сын польского земянина и общественного деятеля Владислава Леона Сапеги (1853—1920) и Эльжбеты Констанции Евы Потулицкой (1859—1948).
Родился в Красичинском замке. С 1903 года учился в иезуитской гимназии в Фельдкирхе в Австрии, затем учился в Центральной Академии в Антверпене, где в 1912 году получил диплом.
С 1914 году служил в австро-венгерской армии, был дважды ранен, в том числе в битве под Колками 1915 года в голову. В ноябре 1918 года был демобилизован как инвалид войны.
Добровольно участвовал в Советско-польской войне 1920 года, получив в награду Орден Virtuti Militari.
В 1920—1939 годах занимался офисной работой в Министерстве Финансов Польской республики и управлял собственным имуществом (имение Журавица), где занимался разведением и улучшением крупного рогатого скота. Он занимал пост президента Восточно-Малопольского Союза Земян.
В начале 1940 года Анджей Юзеф Сапега вступил в контакт с генералом Тадеушем Коморовским, который занимался созданием подпольной организации земян, под названием «Uprawa», затем «Tarcza». Задачей организации было обеспечение Армии Крайовой на оккупированной немцами территории и военных объектах, снабжение партизанских отрядов и помощь семьям арестованных солдат. Занимался также помощью евреям.
Летом 1943 года генерал Тадеуш Коморовский поручил Анджею Сапеге наладить контакты с властями Венгрии. При помощи Стефана Бадени в ноябре 1943 года он установил контакт с генеральным штабом венгерской армии, вёл переговоры по вопросам поставки оружия для Армии Крайовой и организации на территории Венгрии отрядов из интернированных офицеров и польских военнослужащих. Первоначально процесс переговоров не был успешным, но в январе 1944 года удалось заручиться поддержкой влиятельной части командования венгерской армии, чтобы объединить польские конспиративные группы в Венгрии и отряды Армии Крайовой. Переговоры были прерваны 19 марта 1944 года после вступления в Будапешт немецких войск. В июле 1944 года Анджей Сапега разговаривал непосредственно с регентом Венгрии Миклошем Хорти, который согласился поддержать Армию Крайову. Венгерские власти согласились на переброску контингентов интернированных польских солдат из Румынии в Венгрию. Это, возможно, могло бы помочь солдатам польской армии Владислава Андерса прибыть в Венгрию в рамках планируемого руководством Великобритании наступления через Балканы.
После создания в октябре 1944 года в Венгрии фашистского правительства под руководством Ференца Салаши Анджей Юзеф Сапега вынужден был прекратить свою деятельность в этой стране. Он скрывался под Будапештом до вступления Красной Армии. 13 февраля 1945 года он получил приказ прибыть к главнокомандующему польских вооружённых сил в Лондоне. В марте он выехал в Бухарест, откуда 30 мая 1945 года отправился в Белград. Его дальнейшая судьба неизвестна.